# Dehumanizer
Albums de Black Sabbath
Tyr
(1990) Cross Purposes
(1994)
Singles
1. TV Crimes
Sortie : juin 1992
2. Masters of Insanity
Sortie : 1992

Dehumanizer est le 16e album studio du groupe de heavy metal britannique Black Sabbath. Il est sorti en juin 1992 sur le label I.R.S. Records en Europe et Reprise Records en Amérique du Nord. Il est produit par le producteur/ ingénieur du son allemand Reinhold Mack.

## Historique
En 1990, Black Sabbath sort l'album Tyr, Dio sort Lock up the Wolves. Geezer Butler accompagne Ozzy Osbourne sur la tournée de promotion de l'album No Rest for the Wicked). Il rejoint Ronnie James Dio sur scène, et les deux musiciens décident de retourner avec Tony Iommi pour fonder une énième version de Black Sabbath. 
Les sessions d'écritures et l'enregistrement des premières démos commencent avec Cozy Powell à la batterie, mais, ce n'était un secret pour personne, Dio et Powell ne s'appréciaient guère (ils avaient fait partie de Rainbow). Un accident de cheval rend Cozy Powell incapable de jouer pour un bon moment, il est rapidement remplacé par Vinny Appice qui retrouve son poste de batteur. Le line-up de Black Sabbath qui enregistra l'album Mob Rules est à nouveau réuni.
Fin 1991 et début 1992, les enregistrements se déroulent au Pays de Galles dans les Studios Rockfield, dans le Monmouthshire. Pendant les sessions, le chanteur Tony Martin fut rappelé pour s'essayer aux nouvelles compositions, mais il déclina l'invitation pour se consacrer à son premier album solo. Dans une interview donnée en mars 2012, Martin avoua qu'il n'a jamais été officiellement renvoyé de Black Sabbath.
Après la sortie de l'album en juin 1992, le groupe part en tournée mondiale, commençant par l'Amérique du Sud. La tournée s'étale du 23 juin au 15 novembre 1992. Tony Iommy ayant accepté la proposition d'Ozzy Osbourne de faire sa première partie lors des deux shows californiens, ceci entrainera le départ immédiat de Ronnie James Dio. Le concert final est donné à Costa Mesa en avant groupe d'Ozzy Osbourne, avec Rob Halford au chant.
Cet album permet au groupe de faire une remontée dans les charts, notamment aux États-Unis où il se classe à la 44e place du Billboard 200, son meilleur classement depuis l'album Born Again sorti en 1983, avec Ian Gillan au chant.

## Liste des titres
Album original
- Toutes les pistes sont signées par Ronnie James Dio, Geezer Butler & Tony Iommi.

1. Computer God - 6:10
2. After All (the Dead) - 5:37
3. TV Crimes - 3:58
4. Letters from the Earth - 4:12
5. Master of Insanity - 5:54
6. Time Machine - 4:10
7. Sins of the Father - 4:43
8. Too Late - 6:54
9. I - 5:10
10. Buried Alive - 4:47

Titres bonus de la réédition Deluxe 2001 - Disc 2
| No | Titre                                                       | Auteur                        | Durée |
| -- | ----------------------------------------------------------- | ----------------------------- | ----- |
| 1. | Master of Insanity (Single Edit)                            | Butler, Dio, Iommi            | 4:11  |
| 2. | Letters from Earth (Face B du single TV Crimes)             | Butler, Dio, Iommi            | 4:42  |
| 3. | Time machine (Wayne's World version)                        | Butler, Dio, Iommi            | 4:21  |
| 4. | Children of the Sea (Live at Tampa Sundome, 25th July 1992) | Butler, Dio, Iommi, Bill Ward | 6:36  |
| 5. | Die Young (Live at Tampa Sundome, 25th July 1992)           | Butler, Dio, Iommi, Ward      | 2:25  |
| 6. | TV Crimes (Live at Tampa Sundome, 25th July 1992)           | Butler, Dio, Iommi            | 4:24  |
| 7. | Masters of Insanity (Live at Tampa Sundome, 25th July 1992) | Butler, Dio, Iommi            | 8:06  |
| 8. | Neon Knights (Live at Tampa Sundome, 25th July 1992)        | Butler, Dio, Iommi, Ward      | 5:23  |

## Musiciens
Black Sabbath
- Ronnie James Dio : chant.
- Tony Iommi : guitare.
- Geezer Butler : basse.
- Vinny Appice : batterie.

Musicien additionnel
- Geoff Nicholls : claviers.

## Charts
Charts album
| Pays        | Durée du classement | Meilleur classement |
| ----------- | ------------------- | ------------------- |
| Allemagne   | 16 semaines         | 14e                 |
| Autriche    | 10 semaines         | 7e                  |
| Canada      | 5 semaines          | 36e                 |
| États-Unis  | 8 semaines          | 44e                 |
| Finlande    | 2 semaines          | 31e                 |
| Pays-Bas    | 5 semaines          | 63e                 |
| Royaume-Uni | 2 semaines          | 28e                 |
| Suède       | 4 semaines          | 12e                 |
| Suisse      | 8 semaines          | 13e                 |

Chart single
| Date       | Titre     | Chart | Position |
| ---------- | --------- | ----- | -------- |
| 13/06/1992 | TV Crimes | OCC   | 33e      |